# James Moore (général)
Pour les articles homonymes, voir Moore et James Moore.
James Moore (1737 - 1777) est l'un des cinq généraux de la Caroline du Nord qui servit dans la Continental Army (« Armée continentale ») lors de la guerre d'indépendance des États-Unis. Né dans une importante famille de Caroline du Nord, Moore passe une grande partie de son enfance et de sa jeunesse dans les domaines de sa famille dans la région du Cape Fear River, puis intègre rapidement la structure militaire coloniale de Caroline du Nord.
Moore sert dans la milice coloniale (en) pendant la guerre de la Conquête (ou « guerre contre les Français et les Amérindiens ») et commande l'artillerie du gouverneur colonial à la bataille d'Alamance (en), qui met fin à la War of the Regulation (en). En plus de son implication militaire, il est actif dans le mouvement d'indépendance, bien qu'il ait été initialement un partisan du gouvernement colonial au début de sa carrière. Moore joue un rôle important dans l'organisation des Fils de la Liberté et participe à l'organisation du Congrès provincial (en) à l'échelle de la colonie. En 1775, il est élu comme premier commandant d'un régiment de la ligne de Caroline du Nord, qui est levé conformément aux instructions du Congrès continental.
Après s'être distingué dans la campagne qui mène à la victoire des patriotes à la bataille de Moore's Creek Bridge le 27 février 1776, Moore est promu général de brigade dans l'armée continentale. Il maintient son quartier général en Caroline du Nord au début de 1776 afin de contrecarrer une invasion britannique qui menace l’État, mais dans le courant de l'année, il reçoit des ordres pour déplacer son commandement en Caroline du Sud. Moore tient brièvement le commandement du Département du Sud (en) qui est responsable du théâtre sud des opérations avant sa mort due à la maladie en avril 1777. On se souvient de lui comme un commandant militaire compétent dont la mort précoce a mis fin à une carrière prometteuse.

## Premières années

### Jeunesse et famille

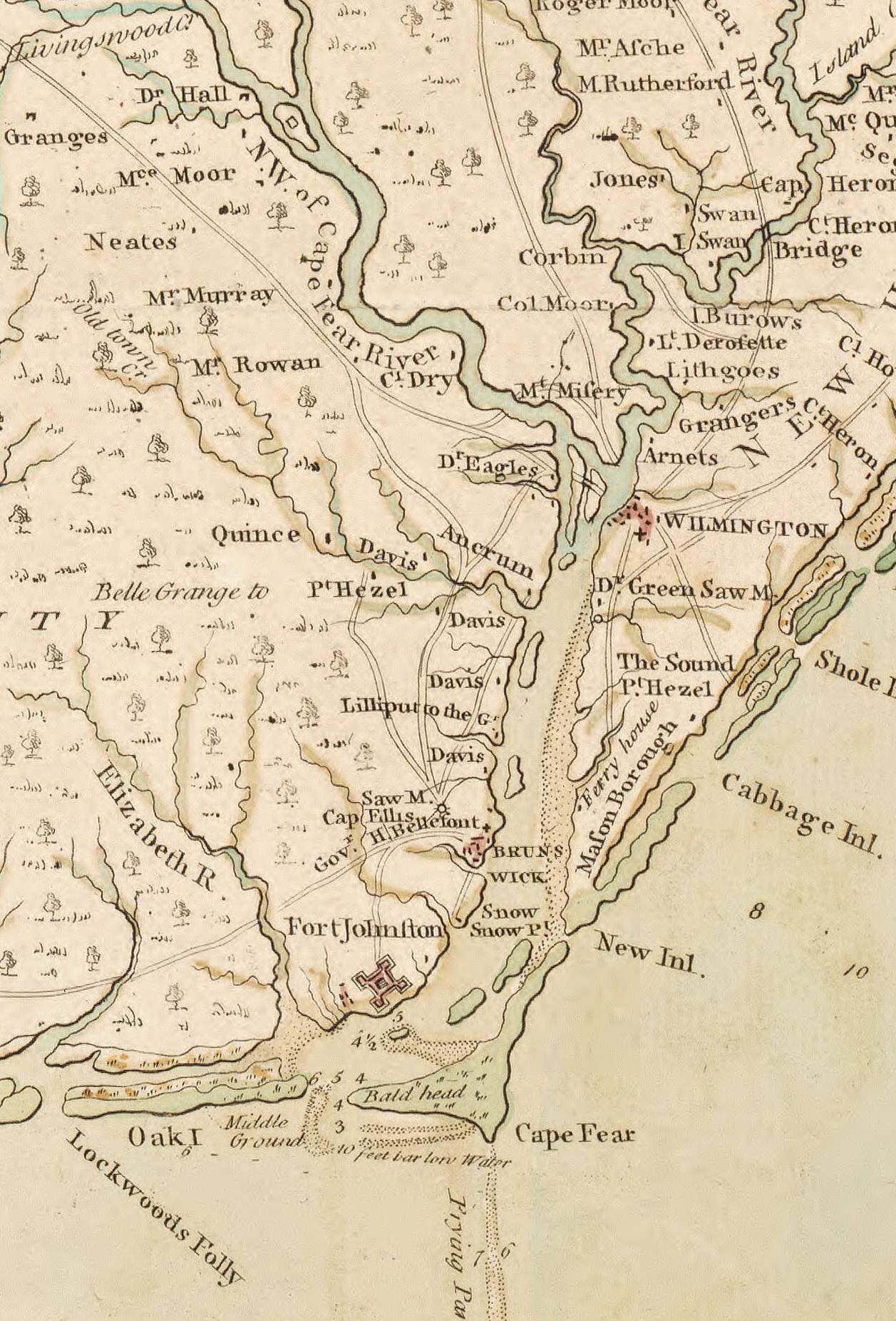
Un extrait de la carte de 1770 de John Collet décrivant les environs de Wilmington et du fleuve Cape Fear, y compris le fort Johnston et les terres de la famille Moore (en haut à gauche).

James Moore est né dans le comté de New Hanover dans la région de Cape Fear (en) des Carolines vers 1737,. Sa famille possèdent de vastes propriétés foncières à Rocky Point, situé dans un coude de la rivière Cape Fear, à environ 24 km au nord de Wilmington. Il est le fils de Maurice Moore et de sa seconde épouse, Mary Porter. Son frère aîné, également nommé Maurice Moore, est un chef politique patriote en Caroline du Nord pendant la Révolution américaine. Sa sœur, Rebecca Moore, épouse un chef militaire de la Révolution, le général de milice John Ashe (en).
Moore est, par l'intermédiaire de son père, le petit-fils de James Moore (en), gouverneur de la province de Caroline quand la Caroline du Nord et la Caroline du Sud étaient une seule et même colonie. Maurice Moore, quant à lui, a défendu la colonisation de la région de Cape Fear sous le gouverneur George Burrington (en). En outre, l'oncle de Moore, le colonel James Moore, est un chef militaire pendant la guerre des Yamasee. Le neveu de Moore, Alfred Moore, sert dans l'armée continentale sous son commandement, avant de devenir juge associé à la Cour suprême des États-Unis. La nièce de Moore, Mary, épouse plus tard son camarade de l'armée continentale, Francis Nash.
La famille élargie de Moore constituent la famille la plus puissante de la région, et les colons locaux les connaissent simplement comme « la famille ». Ses neuf tantes et oncles, ses dix-sept frères et sœurs et ses cousins du côté paternel, se sont mariés au sein d'autres familles riches, développant ainsi un puissant réseau dans la région qui a perpétué leur richesse et leur influence et augmenté le nombre de leurs esclaves à chaque génération successive. Au moment de la Révolution américaine, six des dix plus grands propriétaires d'esclaves de la région inférieure de Cape Fear sont en quelque sorte liés à Moore. La famille Moore s'appuie sur la production de bois d'œuvre et d'approvisionnement naval, car la région de Cape Fear est incapable de cultiver en masse des produits plus rentables et des cultures comme le riz et l'indigo.
James Moore passe ses premières années sur la plantation de son père, jusqu'à sa vente en 1761. À l'âge adulte, Moore épouse Anna Ivey, avec qui il a deux fils et deux filles, qui lui ont tous survécu. Un de ses deux fils, James Moore, Jr. sert lors de la guerre d'indépendance des États-Unis comme lieutenant avant d'être définitivement handicapé par des blessures reçues à la bataille de Eutaw Springs en 1781.

### Politique coloniale et service militaire
James Moore acquiert de l'expérience militaire en tant qu'officier avant la révolution américaine. En 1758, le gouverneur Arthur Dobbs le nomme le capitaine d'une compagnie de la milice à Fort Johnston (en), et Moore demeure au commandement de cette unité pendant la guerre de la Conquête. Pendant ce conflit, Moore mène sa compagnie en Caroline du Sud pour défendre cette colonie contre les attaques de Cherokees provoquées par la guerre anglo-cherokee. En 1759, il est nommé juge de paix. En signe de protestation contre le Stamp Act en 1766, Moore dirige une foule armée qui occupe Brunswick Town (en), la capitale de facto de la province de Caroline du Nord. La foule nomme Moore comme délégué afin d'affronter le gouverneur William Tryon et le contrôleur royal des coutumes, William Pennington, qui s'est réfugié chez Tryon. Pennington cède finalement aux demandes de la foule, et démissionne de son poste, jurant qu'il n'appliquerait pas les dispositions du Stamp Act.
Moore sert comme colonel d'une compagnie d'artillerie dans la milice coloniale pendant la War of the Regulation (en), une révolte des colons contre les injustices perçues dans le gouvernement colonial de la Caroline du Nord, et qui s'inscrit parmi les prémices de la Révolution américaine. À la bataille d'Alamance (en), Moore sert de commandant à la compagnie d'artillerie du gouverneur Tryon. Les ordres de Moore dans cet engagement sont de tirer avec ses canons dès que Tryon estime que les colons « Regulators » ne se rendront pas, signalant ainsi le début de la bataille. Pendant le conflit, cependant, l'artillerie du gouverneur fonctionne mal, et les « Regulators » sont en mesure d'obtenir l'avantage. Mais, les forces du gouverneur réussissent finalement à écraser les fermiers armés, mettant ainsi fin à la rébellion. Moore sert ensuite à la Chambre des Communes de la Caroline du Nord de 1764 à 1771 et encore en 1773, représentant son comté natal de New Hanover. En 1772, il achète une plantation de 200 hectares sur le fleuve Cape Fear, plusieurs kilomètres en amont de Wilmington.

## Guerre d'indépendance

### Activités révolutionnaires
Moore participe au chapitre de Wilmington des Fils de la Liberté qui ouvre en 1770, et à travers celui-ci, organise le boycott des marchandises britanniques importées sur le fleuve Cape Fear. Le 21 juillet 1774, Moore est élu au comité basé à Wilmington et qui chargé d'organiser le premier congrès provincial (en) de Caroline du Nord avec d'autres comtés. Moore participe également au comité de sécurité de New Hanover et travaille avec d'autres citoyens à assurer le ravitaillement de Boston, dont le port a été fermé à tout commerce en 1774 par l'Acte du port. En août 1775, il est élu au troisième congrès provincial qui organise la milice coloniale et qui le met au commandement du premier régiment levé avec des soldats entrainés afin d'intégrer une armée régulière,. À cette époque, la sympathisante loyaliste et chroniqueuse de Cape Fear, Janet Schaw décrit sa crainte dans son journal vis-à-vis de Moore en tant que commandant de la milice patriotique en raison de sa popularité, de ses profondes convictions et de sa combativité,,. La nomination de Moore en tant que commandant du premier régiment de ce qui devient par la suite la ligne de Caroline du Nord (en) se réalise aux dépens de son beau-frère, John Ashe, qui a pourtant activement milité pour sa nomination. Moore devance Ashe d'une seule voix au Congrès provincial.

### Campagne de Moore's Creek Bridge

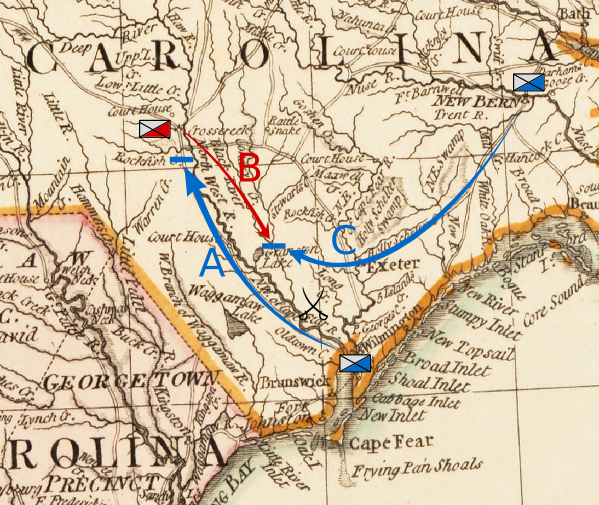
Carte montrant les mouvements avant la bataille de Moore's Creek Bridge :
A: James Moore se déplace vers le nord en direction de Cross Creek, pour affronter les loyalistes.
B: Les loyalistes se dirigent vers le sud en direction de Wilmington.
C: Caswell se déplace depuis New Bern pour faire face aux Loyalistes.

Le 15 février 1776, Moore reçoit le commandement du 1er régiment de Caroline du Nord (en), levé par le Second Congrès continental et chargé de la défense de la région de Cape Fear. Dans le même temps, le gouvernement colonial à New Bern organise les unités de la milice sous le commandement du colonel Richard Caswell (en) et envoie cette force au sud pour retrouver le régiment des réguliers de Moore et plusieurs autres unités de milice. Une force d'environ 1 400 Nord-Caroliniens, originaires des Highlands en Écosse et demeurés fidèles à la Grande-Bretagne, est organisée peu de temps après le déclenchement des hostilités en 1775. Cette force, concentrée autour du foyer loyaliste de Cross Creek (près de Fayetteville), alarme le gouvernement patriote, qui envoie Moore et Caswell afin de la contenir.
La British Army et la Royal Navy, en coopération avec les éléments loyalistes du gouvernement colonial du gouverneur Josiah Martin (en), planifie une invasion de la Caroline du Nord près de Wilmington, un port maritime florissant et stratégique situé dans la région de Cape Fear. Les unités d’Écossais à Cross Creek manœuvrent afin de se joindre à des unités de l'armée britannique, que le général Thomas Gage a l'intention de débarquer en Caroline du Nord. Moore conduit ses troupes le long de la rive sud du fleuve Cape Fear, et sécurise la traversée du fleuve à Rockfish Creek, qui est le chemin le plus direct des Loyalistes pour rejoindre Wilmington. Sur ce site, Moore accueille de nouveaux renforts pour former une force d'approximativement 1 100 hommes. Le général de brigade Donald MacDonald, qui commande la milice d'environ 1 500 Écossais, envoie un messager à Moore pour lui demander de se joindre à la cause loyaliste ou de se préparer à subir une attaque. Moore, retardant sa réponse pour gagner du temps, finit par décliner cette demande. MacDonald, dont les hommes ne sont pas prêt pour confrontation immédiate, apprend que la milice de Caswell a reçu l'ordre de se joindre à Moore. Préférant à son tour gagné du temps, MacDonald se retire, et mène son contingent loyaliste plus en aval loin de Moore.
Moore met au point un piège pour prendre le contingent loyaliste de MacDonald. Il place un détachement d'hommes à Cross Creek et ordonne aux régiments des colonels Caswell et Alexander Lillington (en) d'aller se positionner en aval de la route empruntée par la milice loyaliste,. Mais la force loyaliste réussie à se glisser au-delà de Caswell, et Moore ordonne à Caswell de se joindre à Lillington à un endroit connu sous le nom de Moore Creek Bridge. Simultanément à la manœuvre corrective de Caswell, Moore envoie via le fleuve ses troupes à 100 km en aval, où elles débarquent et se joignent à la poursuite des troupes de MacDonald. Dans la bataille de Moore's Creek Bridge qui s'engage, les loyalistes essaient de traverser le fleuve dans les premières heures du matin du 27 février 1776 et rencontrent la résistance féroce de Caswell et des forces unifiées de Lillington. Les patriotes mettent en déroute les loyalistes en moins de trois minutes, infligeant de graves pertes aux hommes de MacDonald's et capturant 850 soldats et officiers loyalistes, alors qu'ils ne souffrent qu'une seule victime.
Arrivant peu de temps après sa conclusion, Moore ne participe pas directement à la bataille, mais il se lance à la poursuite des unités loyalistes restantes. La campagne de Moore's Creek Bridge permet de contrecarrer le plan britannique pour la conquête de la Caroline du Nord, et elle est célébrée par des patriotes dans toutes les colonies. La presse britannique de l'époque minimise la victoire comme une défaite des forces loyalistes plutôt que des unités régulières de l'armée britannique. Le 4 mars 1776, le Congrès provincial de New Bern adopte une résolution remerciant Moore pour son service et son action contre les loyalistes.

### Général de l'armée continentale

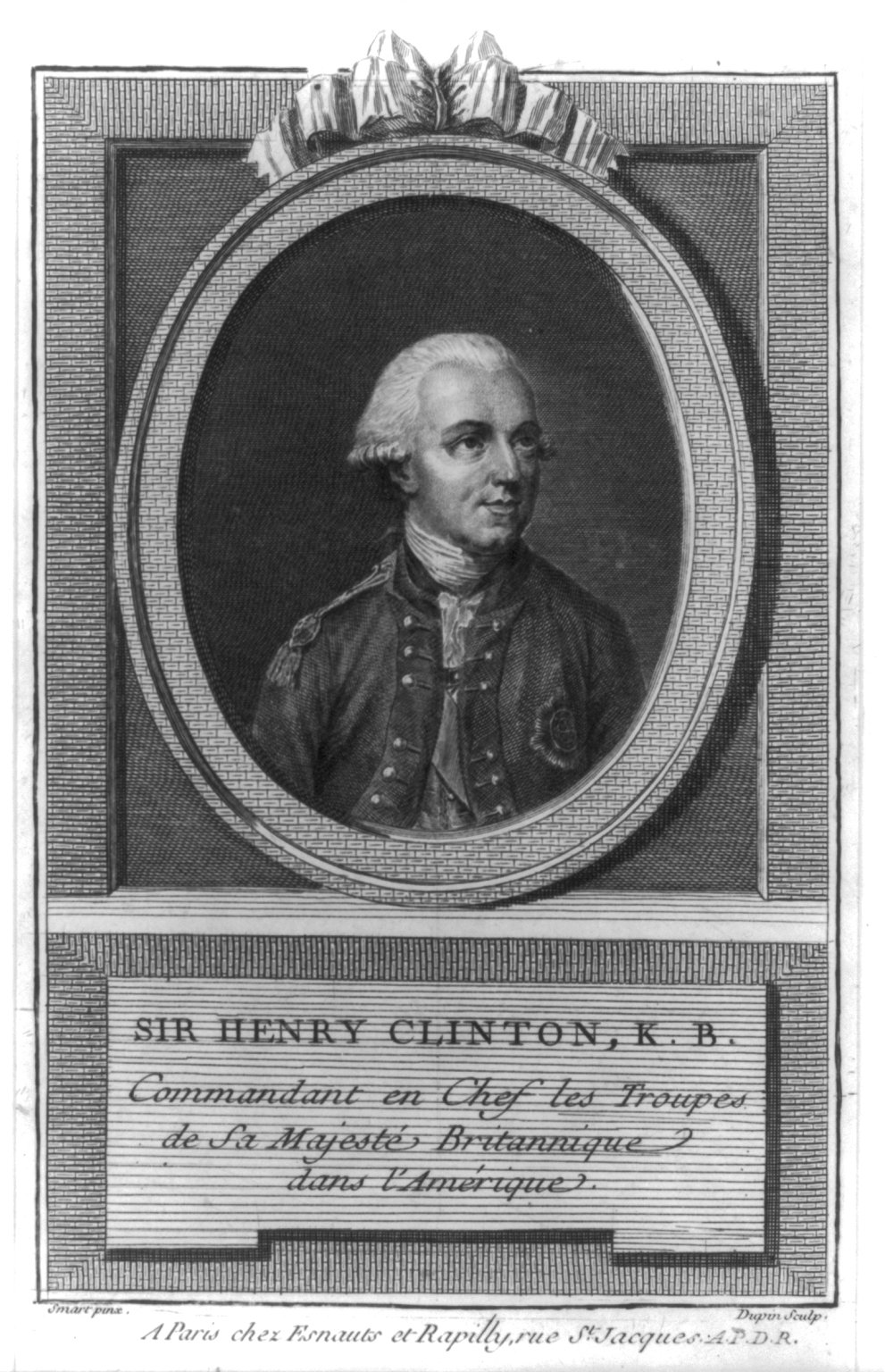
Portrait du général Henry Clinton vers 1770-1780. Clinton menace les troupes de Moore à Wilmington avant de se retirer pour attaquer Charleston.

Le 1er mars 1776, le Congrès continental approuve la nomination de Moore en tant que général de brigade dans l'armée continentale, et le place au commandement de toutes les forces armées régulières en Caroline du Nord. Moore est l'un des cinq Nord-Caroliniens à atteindre au moins le rang de général de brigade dans l'armée continentale. En tant que brigadier, il sert sous le général Charles Lee, commandement du Département du Sud (en) qui est responsable du théâtre sud des opérations. Moore est notamment chargé de protéger Wilmington des attaques des navires britanniques croisant dans la région de Cape Fear après la bataille de Moore's Creek Bridge. Moore alterne phase d'observation et de harcèlement des Britanniques et de leurs auxiliaires loyalistes tout en améliorant les défenses de Wilmington. Il ordonne l'installation de deux nouvelles batteries côtières et fait couler des navires dans le chenal principal du fleuve Cape Fear au sud de la ville pour barrer le passage à de plus grands navires. En avril et mai 1776, quelques unités britanniques de la force de 7 000 hommes du général Henry Clinton débarquent près de Wilmington menaçant la garnison de Moore alors composée de 1 847 hommes. Mais Clinton estime rapidement que la Caroline du Nord n'est pas un objectif idéal, et la majorité de la flotte et de l'armée britanniques fait route vers le sud et Charleston le 30 mai 1776.
Afin d'assurer la défendre de la côte de la Caroline du Nord, Moore conçoit un plan pour lequel le Congrès provincial lève cinq compagnies supplémentaires. Il estime cette levée nécessaire car les unités de l'armée continentale en Caroline du Nord peuvent être envoyées hors de l'état laissant la Caroline du Nord relativement sans défense. Le général Charles Lee est rappelé au nord pour aider à la défense de New York en septembre 1776 et Moore est placé au commandement du département du Sud,. Initialement, le Congrès continental ordonne à Moore de rejoindre le général George Washington dans le nord, mais en raison de la menace persistante d'une attaque britannique en Caroline du Nord ou en Caroline du Sud, le Congrès suspend finalement ses ordres et donne au conseil provincial de la Caroline du Nord le pouvoir discrétionnaire sur cette disposition. Le 23 octobre 1776, le conseil ordonne à Moore de demeurer en Caroline du Nord et d'hiverner ses troupes à New Bern et Wilmington. Cet ordre est confirmé par le Congrès continental le 16 novembre, ainsi que des instructions à Moore pour repousser toute tentative d'invasion en Caroline du Sud ou en Géorgie, si nécessaire.
Après la tentative d'assaut britannique contre Sullivan's Island, Moore mène en novembre 2 035 hommes au sud à Charleston en Caroline du Sud pour soutenir les forces patriotiques locales,,. La brigade de Moore arrive en janvier, mais Moore passe la plupart de son temps entre Charleston et la Caroline du Nord, faisant du lobbying pour obtenir des fonds et des vêtements pour ses soldats mal équipés et afin de recruter plus d'hommes. Il obtient même un prêt privé de Thomas Polk (en), un planteur dans le comté de Mecklenburg de 6 250 $ pour payer les rations de ses hommes. L'unité de Moore effectue des exercices quotidiens sous sa supervision et celle du colonel Francis Nash. En dépit de ces efforts, les Caroliniens du Nord souffrent du froid et de pneumonies, et beaucoup d'hommes enrôlés désertent pour rejoindre la ligne de Caroline du Sud en raison de la grande prime offerte par cet état pour le service.
En février 1777, le Congrès continental ordonne à Moore de conduire les troupes de l'armée continentale de la Caroline du Nord au nord pour aider Washington, mais ce plan piétine en raison du manque de fournitures et de provisions. Moore lui-même retourne en Caroline du Nord le 8 janvier 1777 pour tenter de soulager les mauvaises conditions dans lesquelles se trouvent ses soldats et afin de lever des fonds pour payer ses hommes, laissant le département du Sud sous le commandement du brigadier-général Robert Howe. Howe contremande les instructions de Moore d'amener les unités de l'armée continentale vers le nord en refusant de permettre à la brigade de la Caroline du Nord de quitter Charleston par crainte d'une attaque britannique dans le sud. En raison de la santé défaillante de Moore, Francis Nash est promu général de brigade, et assume le commandement de la brigade de Moore.

## Mort et héritage
En se préparant à marcher au nord au printemps de l'année 1777, Moore tombe malade. Il meurt de ce qui a été appelé « une crise de goutte dans son estomac » vers le 15 avril 1777,. La tradition orale affirme que Moore est mort le même jour et dans la même maison que son frère, Maurice. Anne, la femme de Moore, meurt quelques mois plus tard.
Moore, qui n'a pas été directement impliqué dans un engagement militaire, est néanmoins capable de construire une force militaire efficace avec les hommes qui lui sont fournies par la Caroline du Nord. Samuel A'Court Ashe (en), un historien de la Caroline du Nord, décrit Moore comme « peut-être le militaire le plus magistral fourni par la Caroline du Nord à la guerre de l'indépendance ». Un autre historien a spéculé que les actions de Moore ont tenu leur « promesse de grandeur ». Le commandement stratégique de Moore avant et pendant la bataille de Moore's Creek Bridge a été acclamé comme un facteur principal dans la victoire des patriotes.
Le chapitre des Filles de la Révolution américaine de Wake Forest et une batterie de l'armée américaine de Fort Casey (en) dans l'état de Washington ont été nommés en son honneur,. En 1940, le Département des ressources culturelles de la Caroline du Nord (en) a érigé un marqueur historique (en) qui commémore sa vie et son service lors de la Guerre d'indépendance, sur l'autoroute de la Caroline du Nord dans le comté de Pender près de l'ancienne résidence de Moore à Rocky Point.